# Polypodium subpetiolatum
Polypodium subpetiolatum là một loài thực vật có mạch trong họ Polypodiaceae. Loài này được Hook. miêu tả khoa học đầu tiên năm 1840.